# Tito Flavio Sabino (cónsul 69)
Tito Flavio Sabino  fue un político romano que vivió en el siglo I, perteneciente a la dinastía Flavia y desarrolló su cursus honorum bajo los reinados de Claudio, Nerón, Otón, y Vespasiano. Ocupó el consulado en dos ocasiones en calidad de suffectus.

## Familia
Sabino fue miembro de los Flavios Sabinos, una familia de la gens Flavia que gobernó el Estado romano entre los años 69 y 96. Fue hijo de Tito Flavio Sabino, sobrino del emperador Vespasiano, primo de los emperadores Tito y Domiciano y hermano de Flavia Sabina, esposa de Lucio Junio Cesenio Peto. Estuvo probablemente casado con una hija de Marco Arrecino Clemente, con quien fue padre de Tito Flavio Sabino y Tito Flavio Clemente.

## Carrera pública
Sabino nació alrededor del año 30. Obtuvo el consulado sufecto en dos ocasiones: la primera en el año 69, durante el año de los cuatro emperadores; la segunda, en el año 72, ya bajo el gobierno de su tío Vespasiano. Fue probablemente gobernador de Panonia en el periodo 69-71. También fue curator operorum publicorum en Roma. Murió antes del año 80.